# Hoplodrina placata
Hoplodrina placata là một loài bướm đêm trong họ Noctuidae.